# Émile Lempereur
Emile Lempereur (né le 16 octobre 1909 à Charleroi et mort le 10 août 2009) est un écrivain belge de langue wallonne et une figure du Mouvement wallon.

## Biographie
Son discours Du renouvellement des sources d'inspiration dans la poésie wallonne à la 11e conférence de l'association littéraire et théâtrale de Charleroi a été un choc parce qu'il y insistait parallèlement sur le renouvellement des thèmes et la fidélité à la langue. 
Il écrit plusieurs essais sur la littérature wallonne : Regards sur la jeune littérature wallonne (1937) ; Les Lettres dialectales en Hainaut, essai et documents (1963) ; Le Théâtre dialectal en Wallonie au XXe siècle (1979).
Il publie  des recueils de poèmes comme Åtoû d' mi" (1933), "Spites d' åmes, Vizaedjes 1934 " (Éclats dâme, visages 1935). 
En 1938 il publie un petit roman Discôpé dins on cour (Découpé dans un cœur. Sa nouvelle Do tcherbon dins les flates (Du charbon dans les bouses) date de 1934, récit psychologique où il conte la vie d'un instituteur anarchiste dans un village agricole. Il fait le portrait de ses élèves dans  « Tiesses pelêyes » (Têtes rasées 1977), égrène ses souvenirs dans « On Tcheslotî » (Un homme de Châtelet 2000).

## Extrait
Ukant lès zines à l'sicoupléyes, 

li Plouve di toudi,

su l'eûre qui s'èssère,

pôjère, s'aviyit, 

dimère.

Faisant venir des caprices à la volée

la Pluie de toujours,

sur l'heure qui se renferme

paisible, se fait vieille

demeure.

Anthologie de la littérature wallonne, p. 540.

## Militantisme
Émile Lempereur est aux côtés de l'abbé Jules Mahieu dans la Concentration wallonne est capturé par les troupes nazies à la bataille de la Lys, emmené en Allemagne comme soldat wallon, regagne le pays pour raisons de santé; adhère à la résistance et à Wallonie libre. 
Fondateur de la revue wallonne El Bourdon, il collabore régulièrement de 1944 à 1975 au Journal de Charleroi. Il est membre de la Société de langue et de littérature wallonnes depuis 1955 du Fonds d'histoire du mouvement wallon, de l'Institut Jules Destrée, apporte sa collaboration à La Wallonie, le Pays et les Hommes (Tomer III, arts et lettres).  Il figure en 1976 parmi les signataires de la Nouvelles lettre au roi pour un vrai fédéralisme écrite par Fernand Dehousse, Jean Rey et Marcel Thiry.

## Sources
- Encyclopédie du Mouvement wallon, tome II, p. 974-975